# Hodkov (Nechvalice)
Hodkov je malá vesnice, část obce Nechvalice v okrese Příbram ve Středočeském kraji. Nachází se asi 2,5 kilometru jihovýchodně od Nechvalic. Je zde evidováno 8 adres. V roce 2011 zde trvale žilo pět obyvatel.
Hodkov leží v katastrálním území Mokřany u Nechvalic o výměře 4,38 km².

## Historie
První písemná zmínka o vesnici pochází z roku 1543.

## Obyvatelstvo
| Rok            | 1869 | 1880 | 1890 | 1900 | 1910 | 1921 | 1930 | 1950 | 1961 | 1970 | 1980 | 1991 | 2001 | 2011 | 2021 |
| -------------- | ---- | ---- | ---- | ---- | ---- | ---- | ---- | ---- | ---- | ---- | ---- | ---- | ---- | ---- | ---- |
| Počet obyvatel | 62   | 40   | 45   | 36   | 42   | 39   | 38   | 31   | 29   | 0    | 16   | 9    | 5    | 5    | 7    |
| Počet domů     | 8    | 8    | 8    | 8    | 8    | 8    | 8    | 8    | 8    | 0    | 5    | 7    | 7    | 7    | 7    |

## Obecní správa
Při sčítání lidu v letech 1850–1960 Hodkov byl osadou obce Ředice, se kterým patřil nejprve do okresu Sedlčany, ale od roku 1960 v okrese Příbram. Od 1. července 1960 je částí obce Nechvalice v okrese Příbram.